# Sillen
Sillen (von griechisch: sílloi) sind eine Form griechischer Hohn- und Spottgedichte. Ihr Hauptvertreter war Timon von Phleius.
In seinen Sillen, einer Sammlung hexametrischer Gedichte, die zum Teil eine Parodie auf Homers Epen war, kritisierte Timon von Phleius die Lehren sämtlicher Philosophen außer den Skeptikern und nimmt lediglich Xenophanes von Kolophon aus seinem Spott aus. Dieser tritt im zweiten und dritten Band dialogisch aktiv auf, indem er die Fragen des Sprechers beantwortet. Später wurden deshalb dann auch die satirischen Werke des Xenophanes selbst, in denen er die homerischen und hesiodischen Göttermythen kritisierte, rückwirkend als Sillen bezeichnet. Xenophanes gilt somit als Begründer dieser lyrischen Form.